# Христо Ценов
Христо Ценов е български политик, кмет на Орхание в периода 1903 – 1905 г.
По време на неговото управление Добри Петков, член на народнолибералната партия, през 1904 г. съдейства за преместване на Шестнадесети пехотен ловчански полк от Враца в Орхание. Построени са казармите в града, а също и пътища и мостове.